# Mestocharella rhois
Mestocharella rhois is een vliesvleugelig insect uit de familie Eulophidae. De wetenschappelijke naam is voor het eerst geldig gepubliceerd in 1994 door Kamijo.